# الشرفة أولاد سيدي بوعنان (أولاد يعقوب)
الشرفة أولاد سيدي بوعنان هو دُوَّار يقع بجماعة أولاد يعقوب، إقليم قلعة السراغنة، جهة مراكش آسفي في المملكة المغربية. ينتمي الدوّار لمشيخة أولاد يعقوب التي تضم 9 دواوير. يقدر عدد سكانه بـ 472 نسمة حسب الإحصاء الرسمي للسكان والسكنى لسنة 2004.

## روابط خارجية
- البوابة الوطنية للجماعات الترابية
- المندوبية السامية للتخطيط